# Красносельск (Ульяновская область)
Красносельск — посёлок в Новоспасском районе Ульяновской области, административный центр Красносельского сельского поселения.

## География
Находится на расстоянии примерно 24 километра по прямой на восток от районного центра поселка Новоспасское, на реке Балашейка. На границе Сызранского района Самарской области.

## История
Основан в 1967 году как центральная усадьба колхоза-миллионера «Россия».
18 июля 1975 года, решением Ульяновского облисполкома № 557, Репьёвский сельсовет, в который входили: д. Александровка, пос. Банкет, пос. Каменка, пос. Марьевка, пос. Козий, переименован в Красносельский сельсовет, с центром во вновь возникшем посёлке Красносельск.
В 2001 году, на средства местных жителей, началось строительство храма Успения Божией Матери, которое было завершено в 2003 году.

## Население
Население составляло 803 человека (русские 85 %) в 2002 году, 773 по переписи 2010 года.

## Инфраструктура
Центр коопхоза «Россия», дом культуры, гостиница, торговый центр, краеведческий музей, больница, школа, парк Победы .